# 罗村乘降所
罗村乘降所位于广东省佛山市南海区狮山镇，是广茂铁路线上已废止的旅客乘降所，于1903年投入使用，1990年代停用。离广州站29公里，距茂名站330公里。